# 城戸知正
城戸 知正（きど ともまさ）は、戦国時代から江戸時代初期にかけての武将。

## 生涯
はじめ筥崎座主麟清（大友宗麟の従兄弟）に仕えたが、大友氏の家臣・立花道雪の与力として派遣され、肥前・筑後の「耳聞（情報収集役）」として活躍した。道雪の後妻の仲介を取り持った縁で、道雪の娘・立花誾千代の傅役をつとめた。その後、道雪の後妻の連子・亀菊丸（後の安武方清）が筥崎座主の後継者に決まるとその後見となる。島津氏の筑前侵攻時、道雪の立花城篭城の令により、方清が箱崎党400余名の兵を率いて立花山城に篭った際には、知正が手兵百余名をもって箱崎松原口を守護した。天正15年（1587年）、豊臣秀吉により道雪の養子・立花宗茂に柳川城を与えられた際には、小野鎮幸とともに、城受取りの任にあたった。
天正19年頃、家督を長男・清種に譲り隠居した。子孫は柳川藩士として続き、「享保八年藩士系図、上」にも城戸甚太夫種定の名が記されている。